# Crystal Waters
Crystal Waters (n. 1961 sau 1962) este o cântăreață americană de muzică house și dance, cunoscută pentru hiturile „Gypsy Woman”, „100% Pure Love” și „ Destination Calabria”. Toate cele trei albume ale ei au avut un cântec care a intrat în top 40 în topul Billboard Hot 100. În decembrie 2016 revista Billboard a clasat-o drept una dintre cele mai de succes cântărețe de muzică dance din toate timpurile. Printre premiile sale se numără 6 premii ASCAP Songwriter Awards, trei nominalizări la American Music Award, un MTV Video Music Award, patru premii Billboard Music Awards.